# Diklofenak
Diklofenak je nesteroidno protivnetno zdravilo, ki se uporablja za zmanjšanje vnetij, kot analgetik (protibolečinska učinkovina) in antipiretik (za zniževanje povišane telesne temperature). Je derivat aminofenilocetne kisline. Zdravilo tržijo pod različnimi trgovskimi imeni, v Sloveniji na primer pod imeni Diclo Duo, DicloFlex, Naklofen, Olfen, Voltaren ...
Ime diklofenak izhaja iz kemijskega imena 2- 2,6-dikloranilino)fenilocetna kislina (angl. 2-(2,6-dichloranilino) phenylacetic acid). Razvilo ga je podjetje Ciba-Geigy (današnji Novartis) leta 1973. Leta 1979 pa je bil prvič predstavljen v Veliki Britaniji.
V Veliki Britaniji, Indiji, Braziliji in Združenih državah Amerike se lahko diklofenak trži kot natrijeva ali kalijeva sol, na Kitajskem je najpogosteje na voljo kot natrijeva sol, v nekaterih drugih državah pa je na voljo izključno v obliki kalijeve soli. Proizvajajo ga kot generično zdravilo, brez zdravniškega recepta je v nekaterih državah dostopen za lajšanje blažjih bolečin in zniževanje telesne temperature.

## Mehanizem delovanja
Diklofenak je nesteroidni antirevmatik. Deluje protibolečinsko, protivnetno in protivročinsko.  Zavira delovanje encima ciklooksigenaza in s tem sintezo prostaglandinov. Med zdravljenjem z diklofenakom so ugotovili znižano koncentracijo prostaglandinov v seču, želodčni sluznici in sinovialni tekočini. Zavira neselektivno obe izoobliki encima, ciklooksigenazo 1 (COX-1) in ciklooksigenazo 2 (COX-2). Zaviranje izooblike COX-2, ki jo normalno izražajo aktivirani makrofagi in inducirajo provnetne snovi, prispeva k protivnetnemu, protibolečinskemu in antipiretičnemu učinku, medtem ko zaviranje COX-1 povzroča večino neželenih učinkov, npr. gastrointestinalne krvavitve in razjede ter disfunkcijo trombocitov.

## Raba v medicini
Diklofenak se uporablja za zdravljenje bolečine, vnetnih sprememb in dismenoreje.
Diklofenak je na tržišču tudi v obliki gelov za topično uporabo za zdravljenje simptomov osteoartritisa in aktinične keratoze ter lajšanje blažjih bolečin, na primer pri zvinih in udarcih .

## Kontraindikacije
Zdravila, ki vsebujejo diklofenak, so kontraindicirana pri naslednjih stanjih:
- preobčutljivost na diklofenak
- zgodovina alergijskih reakcij (bronhospazem, šok, rinitis, koprivnica) po uporabi aspirina ali drugih nesteroidnih protivnetnih zdravil
- nosečnost v tretjem trimesečju
- aktivna razjeda želodca ali dvanajstnika in krvavitev iz prebavil
- vnetne črevesne bolezni, kot so Crohnova bolezen in ulcerozni kolitis
- huda insuficienca srca
- obvladovanje bolečine po premostitveni operaciji koronarnih arterij
- huda jetrna okvara
- huda okvara ledvic (kreatininski očistek < 30 ml/min)

Potrebna je previdnost pri bolnikih z že obstoječo porfirijo, ker lahko diklofenak bolezen poslabša, ter pri bolnikih s hudo, aktivno krvavitvijo, kot je na primer možganska krvavitev. Nesteroidnih protivnetnih zdravil se je treba izogibati med mrzlico denga, saj pogosto privedejo do popuščanja kapilar in kasnejše odpovedi srca. 

## Neželeni učinki
Diklofenak sodi med klasične nesteroidne protivnetne učinkovine, kamor spadajo tudi na primer etodalak, naproksen, ibuprofen, ketoprofen). Gre za neselektivne zaviralce encima ciklooksigenaza (COX) in torej zavirajo obe izoobliki encima, COX-1 in COX-2. Njihovi stranski učinki so povezani z zavoro sinteze prostaglandinov. Pri njihovi uporabi so opisali številne neželene učinke. Med najbolj znanimi so gastrointestinalni učinki, v praksi manj prepoznani na dvig krvnega tlaka in poslabšanje srčnega popuščanja. Izkazujejo tudi neželene učinke na ledvice.
Diklofenak je eno izmed nesteroidnih protivnetnih zdravil, ki jih bolniki prenašajo. Čeprav 20 % bolnikov dolgoročno občuti stranske učinke, le 2 % ljudi prenehata jemati zdravilo, predvsem zaradi prebavnih težav.

### Neželeni učinki na srce
Po ugotovljenem zvečanem tveganjem za srčne napade pri uporabi selektivnega zaviralca COX-2 rofekoksiba leta 2004 se je pozornost preusmerila na vsa ostala nesteroidna protivnetna zdravila, vključno z diklofenakom. Rezultati raziskav so mešani, metaanaliza dokumentov in poročil do aprila 2006 kaže relativno večjo stopnjo bolezni srca (1,63 v primerjavi z neuporabniki). Profesor Peter Weissberg, strokovni direktor Britanskega sklada za srce (British Heart Foundation), je dejal: »Povečanje tveganja za bolezni srca je majhno in veliko bolnikov s kronično bolečino meni, da lajšanje njihovih simptomov upravičuje majhno povečanje tveganja«. Le pri aspirinu je bilo ugotovljeno, da ne zvišuje tveganja za bolezni srca, vendar pa prinaša aspirin v primerjavi z diklofenakom višje tveganje za razjede na želodcu.
Kasnejša obširna študija 74.838 uporabnikov nesteroidnih protivnetnih zdravil ali koksibov ni razkrila nobenega dodatnega srčno-žilnega tveganja zaradi uporabe diklofenaka. Še obširnejša študija 1.028.437 danskih uporabnikov različnih nesteroidnih protivnetnih zdravil pa je razkrila, da je uporaba neselektivnega nesteroidnega protivnetnega zdravila diklofenak in selektivnega inhibitorja ciklooksigenaze-2 rofekoksiba povezana s povečanim tveganjem za smrt zaradi srčno-žilnih obolenj, ki je odvisno od odmerka. Britanska regulatorna agencija za zdravila in zdravstvene pripomočke (MHRA) je junija 2013 odločila, da zdravila ne smejo uporabljati bolniki z resnimi osnovnimi srčnimi boleznimi; za bolnike s srčnim popuščanjem, boleznimi srca tiste, ki so utrpeli možgansko kap je MHRA objavila priporočilo, da zdravilo popolnoma prenehajo uporabljati. 
Diklofenak ima podobno COX-2 selektivnost kot celekoksib. Analiza, ki jo je opravil medicinski strokovnjak Ameriškega urada za prehrano in zdravila David Graham, je potrdila, da diklofenak zveča tveganje za miokardni infarkt (srčno kap).

### Gastrointestinalni neželeni učinki
Prebavne motnje se najpogostejši neželeni učinek diklofenaka. Nastanek razjed ali krvavitev zahteva takojšnjo prekinitev zdravljenja z diklofenakom. Večina bolnikov med dolgotrajnim zdravljenjem prejme zdravilo za zaščitno prebavil, na primer misoprostol, ranitidin ali omeprazol. 

### Jetrni neželeni učinki
Poškodbe jeter so redke in večinoma reverzibilne. Hepatitis se pojavi redko, brez opozorilnih znakov in je lahko usoden. Bolniki z osteoartritisom razvijejo simptomatsko bolezen jeter pogosteje kot bolnikih z revmatoidnim artritisom. Med dolgotrajnim zdravljenjem je treba redno spremljati jetrno funkcijo. Pri kratkotrajnem zdravljenju bolečine ali vročine pa diklofenak ni bolj hepatotoksičen kot druga nesteroidna protivnetna zdravila. 
Decembra 2009 so Endo, Novartis in Ameriški urad za prehrano in zdravila (FDA) obvestili zdravstvene delavce, da je zdravilu treba dodati nova opozorila in previdnostne ukrepe zaradi možnosti povišanja vrednosti pri izvidih jetrnih testov med zdravljenjem z vsemi zdravili, ki vsebujejo diklofenak v obliki natrijeve soli.O primerih hepatotoksičnosti zaradi diklofenaka so poročali v prvem mesecu uporabe zdravila, vendar pa se lahko pojavijo kadarkoli med zdravljenjem. V raziskavah po utrženju zdravila so poročali o primerih hudih jetrnih reakcij, vključno z nekrozo jeter, zlatenico, hepatitisom z ali brez zlatenice ter odpovedjo jeter.  Nekaterih od teh primerov so privedli do smrti ali presaditve jeter. 
Pri dolgotrajnih bolnikih je potrebno občasno merjenje vrednosti transaminaz. Na osnovi podatkov kliničnih preskušanj in raziskav po utrženju je treba transaminaze začeti spremljati 4 do 8 tednov po začetku zdravljenja z diklofenakom. 

### Ledvični neželeni učinki
Študija, narejena v Pakistanu, je pokazala, da diklofenak povzroča akutno odpoved ledvic pri jastrebih, ki so bili hranjeni s trupli živali, ki so bile pred kratkim zdravljene z diklofenakom. Predvideva se, da vrste, občutljive na zdravilo, in določeni ljudje nimajo genov za tvorjenje specifičnih razstrupljevalnih encimov. 
Neželeni učinki na ledvice so povezani z zaviranjem encima COX, vendar se tem neželenim učinkom ne da izogniti z uporabo selektivnih zaviralcev COX-2. V ledvicah se namreč normalno izražata obe izobliki encima, COX-1 in COX-2. Neželeni učinki na ledvice se kažejo z naslednjimi kliničnimi sindromi, ki se med seboj razlikujejo po času uživanja zdravila, ki je potreben za razvoj okvare, po patogenezi in načinu zdravljenja: akutno hemodinamsko ledvično odpovedjo, akutnim tubulointersticijskim nefritisom z nefrotičnim sindromom ali kronično ledvično odpovedjo.

### Vplivi na duševno zdravje
Simptomi na osrednje živčevje so redki, vendar se pojavljajo v dovolj velikem številu, da jih je treba uvrstiti med možne neželene učinke. Ti vključujejo depresijo, tesnobo, razdražljivost, nočne more in psihotične reakcije.

### Drugi neželeni učinki
Redko se pojavi zaviranje delovanja kostnega mozga (levkopenija, agranulocitoza, trombopenija s purpuro ali brez nje, aplastična anemija). Te bolezni so lahko smrtno nevarne in če so odkrite prepozno, ireverzibilne. Vse bolnike je treba skrbno spremljati.  Diklofenak lahko ovira normalen menstrualni ciklus. Raziskava, objavljena leta 2010, je povezala uporabo diklofenaka s povečanim tveganjem za možgansko kap.